# Лесницький замок
Лесницький замок (пол. Zamek w Leśnicy, нім. Schloss Lissa) — давній замок і княжа резиденція в Лесниці, колись окремому місті, а нині — місцевості у місті Вроцлав в Польщі.   

## Історія
Замок, швидше всього, виник як невеликий оборонний пункт у 1132 році. Кам’яний замок, згадка про який датується 1271 роком, тут було побудовано Болеславом I Високим або його сином Генриком I Бородатим. Власне перший з них — вроцлавський князь Болеслав I Високий, який був правнуком Великого князя Київського Святополка Ізяславича, помер у замку в ніч з 7 на 8 грудня 1201 року. Згідно з його заповітом замок мав перейти у володіння цистерціанців із Любйонзького абатства. Однак його син — Генрик I Бородатий залишив замок собі, мотивуючи це потребою мати резиденцію під час частих подорожей між Вроцлавом та Легницею.  Після смерті Генрика VI Доброго, останнього вроцлавського князя, замок та все князівство увійшли до складу Чеського королівства. 
Після того, як чеський король Ян I Сліпий, у 1339 році, продав Лесницю (на той час окреме місто) разом із замком, вроцлавському міщанину Ґиско де Ресте, той став його садибою. У період з 1339 по 1412 роки замок кілька разів змінював власників (брати фон Сіттен, Петер Рігер, Отто фон дер Нісе, Ніколаус Клетендорф). У 1348 році в ньому зупинявся імператор Священної Римської імперії Карл IV. У 1412 році замок викупив вроцлавський патрицій Міхаель Банке, який у 1420 році, з дозволу короля, збудував тут новий мурований оборонний замок, що складався з двох будинків та вежі та був оточений ровом. Однак вже невдовзі замок було зруйновано: спершу в 1428 році військами гуситів, а в 1459 році —  міщанами Вроцлава, які побоювалися, що його можуть захопити війська Їржі з Подєбрад. У 1494 році замок перейшов у власність родини фон Гьорніг.  
У 1563 році в замку зупинявся імператор Священної Римської імперії Максиміліан II Габсбург. У 1610 році на місці попереднього замку Генріх фон Гьорніг побудував нову укріплену розкішну сімейну садибу. У 1611 році замок відвідав чеський король Матвій Габсбург, який пізніше теж став імператором Священної Римської імперії. Замок було знищено у 1633 році, під час Тридцятилітньої війни.  У 1651 році замок придбав Горацій фон Форно, родина якого володіла замком (з короткою перервою на початку XVIII століття) до 1733 року, коли його викупив орден хрестоносців з червоною зіркою. У 1735—1740 роках, під керівництвом архітектора Крістофа Хакнера, замок було перебудовано у стилі бароко, при цьому було з'єднано існуючі два крила в один корпус із збереженням інтер'єрів.  
У 1742 році замок придбав барон Фердинанд фон Мудрах, який у 1752—1757 роках реконструював інтер’єр у стилі рококо.У 1761 році замок перейшов у власність родини фон Мальцанів. Під час  Наполеонівських воєн у замку розміщувались французькі та баварські війська (1806—1807), принц Жером Бонапарт (1808), маршал Мішель Ней (1813). У 1836 році замок та маєток придбав Карл фон Виліх і Лоттум, який в наступному році зробив його частиною родинної ординації. У 1841 році маєток успадкував його син — Герман Фрідріх, а згодом його сини: Моріц (1849—1876) та Вільгельм (1876—1907).  Врешті замок успадкувала третя дочка Вільгельма Вікторія фон Виліх і Лоттум (померла в 1933 році), а її чоловік Людольф фон Виліх і Лоттум, останній власник замку, помер, не залишивши нащадків 20 березня 1944 року. Під час Другої світової війни замок не зазнав пошкоджень, натомість пізніше його було розграбовано. 
Після Другої світової війни замок стояв занедбаним у 1945—1953 роках, а в 1953 році постраждав внаслідок пожежі. Під час відбудови та пристосування до потреб будинку культури у 1959—1963 роках було знищено те з інтер'єрів, що залишилося після пожежі. У 1962 році замок було внесено до реєстру пам’яток. У 1974 року розпочався ремонт підвалів та казематів. 

## Сучасність
У 1995 році здійснено ремонт фасадів. Нині в замку розміщується Центр культури "Замок", який є інституцією культури міста Вроцлава. 

## Архітектура
Замок є цегляною, оштукатуреною, двосхилою, триповерховою будівлею з підвалами. Навколо нього є рів та бастейні фортифікації з амбразурами, що утворюють тераси. У підвалах знаходяться релікти замку з 1271 року. 

## Світлини

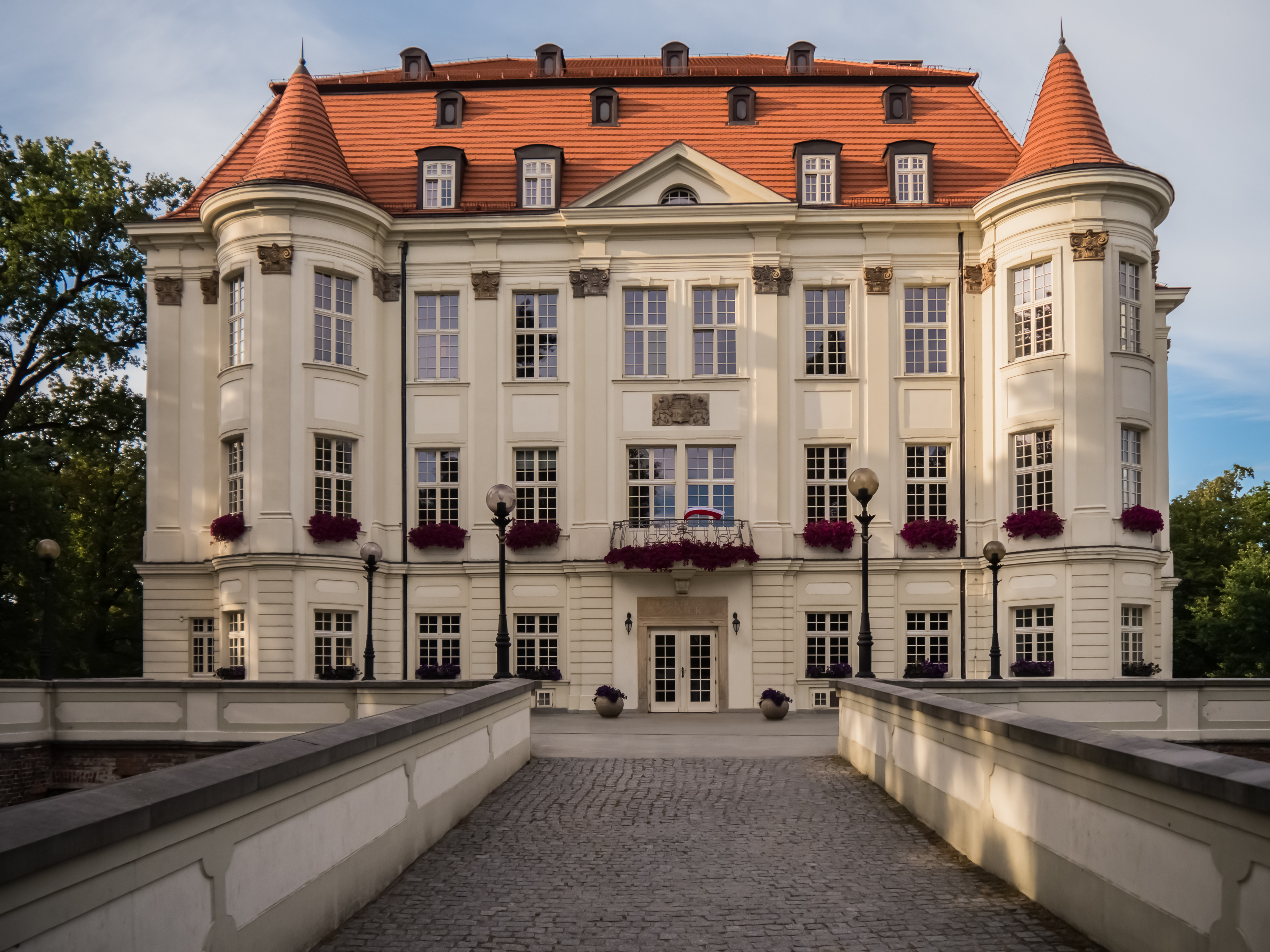
Вигляд замку
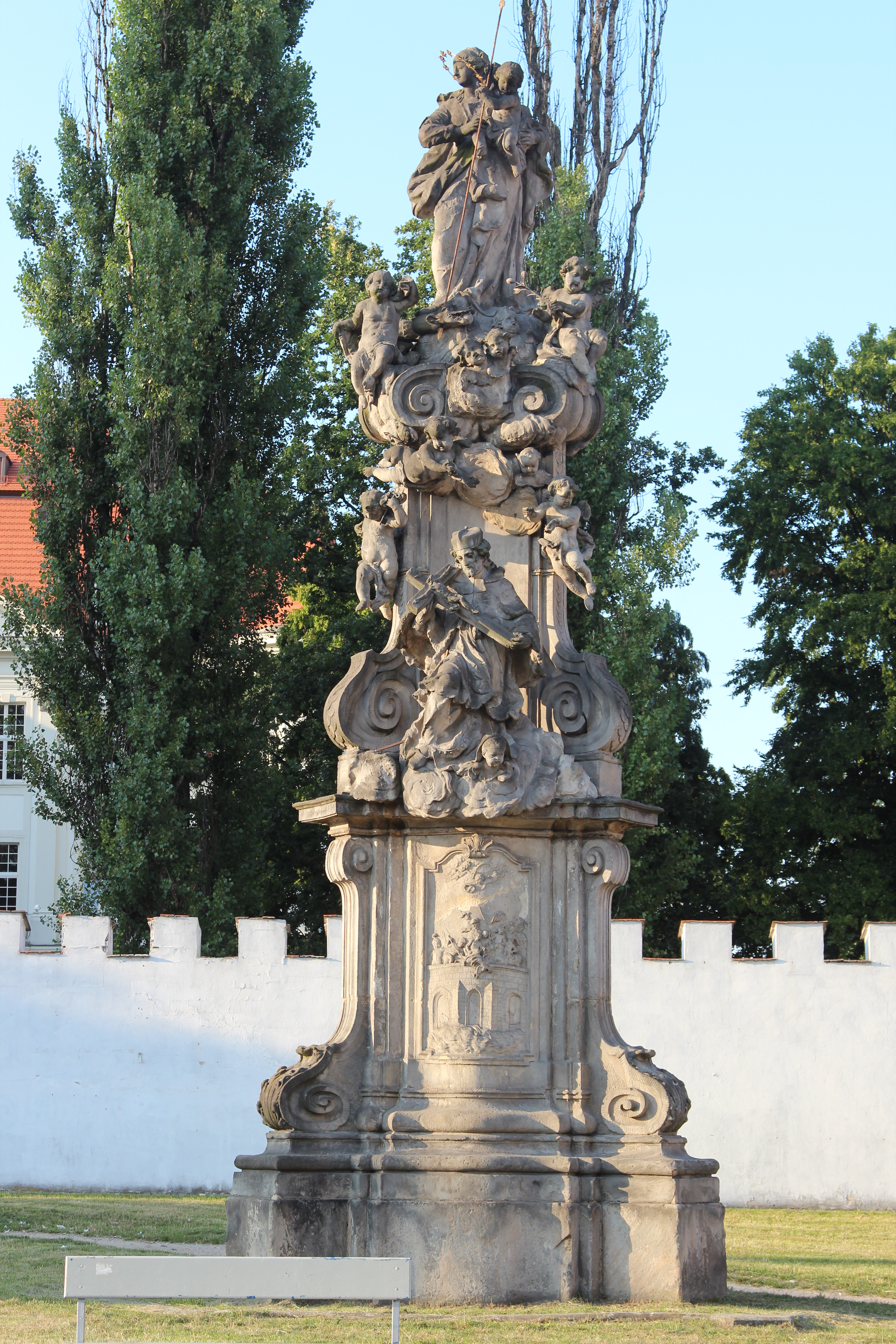
Статуя Пресвятої Марії з Дитиною та Святого Яна Непомука біля замку
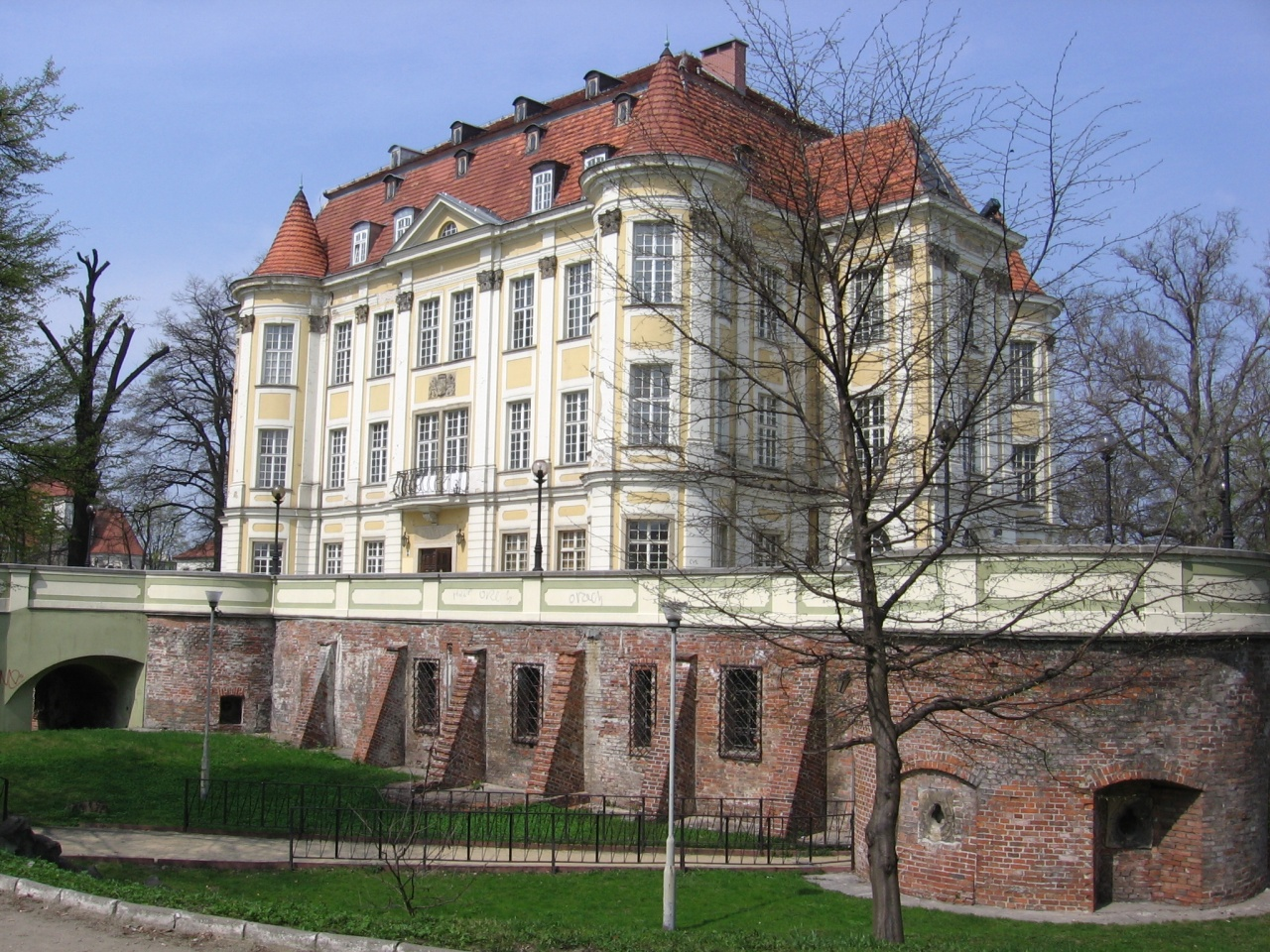
Вигляд замку з бастеями